# Russ Manning
Russel George Russ Manning (* 5. Januar 1929 in Van Nuys, Kalifornien; † 1. Dezember 1981 in Long Beach, Kalifornien) war ein US-amerikanischer Comiczeichner.

## Leben und Werk
Nach erfolgreichem Abschluss der High School studierte Manning am Los Angeles Art Institute. Seinen Militärdienst verbrachte er in Japan und Korea, wo er unter anderem für die Army-Zeitung Comics zeichnete. Nach Abschluss des Militärdienstes im Jahr 1953 begann er für verschiedene Zeitungen Comics zu zeichnen, unter anderem auch für die Verlagshäuser Dell und Gold Key. Im Jahr 1963 startete Mannings Serie Magnus – Robot Fighter, die er bis zum Jahr 1968 betreute. Ein Jahr später schuf er Korak. Im Jahr 1965 wurde Manning mit der Erstellung der Tarzan-Alben betraut. Darauf folgten im Jahr 1967 die daily strips und im Jahr 1968 die Sonntagsseiten. Wenige Jahre vor seinem Tod arbeitete Manning an einer Comic-Adaption der Star-Wars-Filme.
Auf Deutsch sind zahlreiche Comics Mannings veröffentlicht worden, u. a. Korak, Magnus und Tarzan und Teile der Reihe Fernseh Abenteuer. Nach Manning ist der „Russ Manning Promising Newcomer Award“ benannt, der im Rahmen der  Eisner Awards verliehen wird.